# Prima Divisione Venezia Tridentina 1940-1941
Fu il quarto livello della XXXVIII edizione del campionato italiano di calcio.

La Prima Divisione (ex Seconda Divisione) fu organizzata e gestita dai Direttori di Zona.

Le finali per la promozione in Serie C erano gestite dal Direttorio Divisioni Superiori (D.D.S.) che aveva sede a Roma.
Il Direttorio IV Zona, avente sede a Trento, gestiva in questa stagione le squadre della Venezia Tridentina.
Il Presidente del Direttorio in questa stagione sportiva fu Adalberto Bragagna.

## Girone unico

### Squadre partecipanti
| Squadra                | Città (provincia)   | Stagione precedente |
| ---------------------- | ------------------- | ------------------- |
| S.S. Benacense         | Riva del Garda (TN) |                     |
| A.C. Bressanone        | Bressanone (BZ)     |                     |
| G.U.F. Bolzano         | Bolzano             |                     |
| Dop.Az. Lancia         | Bolzano             |                     |
| Dop.Az. Magnesio       | Bolzano             |                     |
| G.C. del Dop. Rovereto | Rovereto (TN)       |                     |
| A.C. Trento            | Trento              |                     |

### Classifica finale
|  | Pos. | Squadra     | Pt | G  | V | N | P | GF | GS | QR   |
|  | ---- | ----------- | -- | -- | - | - | - | -- | -- | ---- |
|  | 1.   | Benacense   | ?? | 12 | . | . | . | .. | .. | ?,?? |
|  | 2.   | GUF Bolzano | 17 | 12 | . | . | . | .. | .. | ?,?? |
|  | 3.   | Rovereto    | ?? | 12 | . | . | . | .. | .. | ?,?? |
|  | 4.   | Trento      | ?? | 12 | . | . | . | .. | .. | ?,?? |
|  | 5.   | Bressanone  | ?? | 12 | . | . | . | .. | .. | ?,?? |
|  | 6.   | Lancia      | ?? | 12 | . | . | . | .. | .. | ?,?? |
|  | 7.   | Magnesio    | ?? | 12 | . | . | . | .. | .. | ?,?? |

Legenda:
      Campione tridentino di 1ª Divisione.
      Promosso in Serie C 1940-1941.
      Retrocesso in Seconda Divisione.
Regolamento:
Due punti a vittoria, uno a pareggio, zero a sconfitta.
Quoziente reti in caso di pari punti, per qualsiasi posizione di classifica.

## Verdetti finali
- Benacense è campione tridentino e promossa in Serie C, ma rinuncia.[2]
- Trento ammesso in Serie C 1941-1942 a completamento organici.[2]